# ЗиУ-9
ЗиУ-682 (также ЗиУ-9 и ЗиУ-5264) — советский и российский высокопольный троллейбус большой вместимости для внутригородских пассажирских перевозок. Эта модель троллейбуса находилась в серийном производстве с 1972 по 2015 год, перенеся несколько модификаций. ЗиУ-9 стал самым массовым троллейбусом в мире; он эксплуатируется во множестве городов постсоветского пространства и в некоторых европейских и южноамериканских городах. Этот троллейбус часто появлялся в советских фильмах, ему был посвящён ряд памятников в городах бывшего СССР. При этом некоторые исследователи общественного транспорта отмечают, что в XXI веке ЗиУ-9 устарел и троллейбусным предприятиям необходимо приобретать новый подвижной состав, чтобы заменить старые транспортные средства.

## История
Советский городской общественный транспорт начал испытывать сильную потребность в обновлении троллейбусного парка к началу 1960-х. Устаревшая схема расположения дверей на троллейбусах МТБ-82 и ЗиУ-5 ― одна в задней части и одна — в передней ― не смогла справиться с пассажиропотоком, и хотя на основе ЗиУ-5 была создана трёхдверная модификация ЗиУ-5Е, в серию она так и не пошла, поэтому было необходимо разработать новое поколение троллейбусов.
Прототип ЗиУ-9 был построен в 1966 году. Впервые ЗиУ-9 (вместе с автобусом ЗиУ-6) был представлен публике в июле 1971 года на ВДНХ, при этом конструкторы уже с появлением троллейбуса планировали производство автобуса на базе ЗиУ-9. Эксплуатация ЗиУ-9 началась с модификации ЗиУ-682Б в Чебоксарах 16 августа 1972 года. В дальнейшем (в 1976—2015 годах) на базе троллейбуса был создан ряд модификаций, обозначавшихся буквами В и Г, соответственно. В свою очередь, на основе ЗиУ-682Г были сконструированы троллейбусы подсемейства ЗиУ-682Г-016, отличавшиеся от базовой модели выносом электрооборудования из-под днища транспорта на крышу и повышенной коррозийной стойкостью и прочностью кузова.
В 1973 году на Заводе имени Урицкого были собраны два опытных образца (а через год ― ещё один) автобуса ЗиУ-8 (ЗиУ-5250), практически полностью унифицированного с троллейбусом ЗиУ-9. Однако автобус в серию не пошёл.
В 1975 году Завод имени Урицкого совместно с ВКЭИА разработал проект опытного троллейбуса ЗиУ-682Б2, который должен был стать глубоко модернизированной версией ЗиУ-682Б и быть оборудован травмобезопасными креслами и тонированными стёклами в салоне, электропневматическим приводом дверей, изменённой схемой освещения и отопления салона, доработанной приборной панелью с наличием аварийной сигнализации и прибором утечки тока, всё оборудование должно было повысить безопасность эксплуатации троллейбуса. Однако в связи с высокой нагрузкой на завод прототип ЗиУ-682Б2 построен не был, и часть технических решений опытной модели была использована при разработке троллейбуса ЗиУ-682В, чьё производство началось в конце 1975 года.
Серийный выпуск ЗиУ-9 был фактически прекращён в 2014 году ввиду отсутствия спроса на модель. Единственный троллейбус ЗиУ-682Г-016, произведённый после 2013 года, был выпущен в мае 2015 года для Нальчика.
Большой объём выпуска (42 тысячи единиц) ЗиУ-682, начиная с конца 1970-х годов, позволил ему стать самой массовой моделью троллейбуса как в Советском Союзе (позже и в России), так и в мире.
Во время Августовского путча в качестве баррикад против Вооружённых сил СССР использовались троллейбусы ЗиУ-682, ЗиУ-683 и СВАРЗ-Икарус, чтобы остановить продвижение бронетехники. После событий некоторые троллейбусы были списаны и в память о событиях сохранили один троллейбус ЗиУ-682В-013 № 4320.

## Конструкция
ЗиУ-9 — высокопольный троллейбус большой вместимости, предназначенный для внутригородских пассажирских перевозок. Его корпус монтируется на стальном каркасе, состоящем из трубчатой рамы, поперечных ферм и продольных лонжеронов. Троллейбус имеет три двери — одну узкую в передней части и две широкие — в середине и конце. Для открытия и закрытия ширмовых дверей изначально использовался электропривод, а с 1990-х годов — пневмопривод.
На ЗиУ-9 используется реостатно-контакторная система управления тяговым электродвигателем. ЗиУ-9 оснащён мотор-генератором для преобразования входного постоянного напряжения 550 вольт в служебное 24 вольт путём вращения электромотором генератора постоянного тока. Благодаря разделению уровней напряжений уменьшается опасность для пассажиров и водителя, так как электрооборудование внутри салона и кабины водителя работает от напряжения 24 вольт, а силовые агрегаты с большим напряжением установлены под днищем ЗиУ-9. В рамках капитально-восстановительного ремонта высоковольтное оборудование троллейбуса также может выноситься на крышу. Тормозная система ЗиУ-9 включает в себя электродинамический, стояночный и пневматический тормоз.

### Технические характеристики

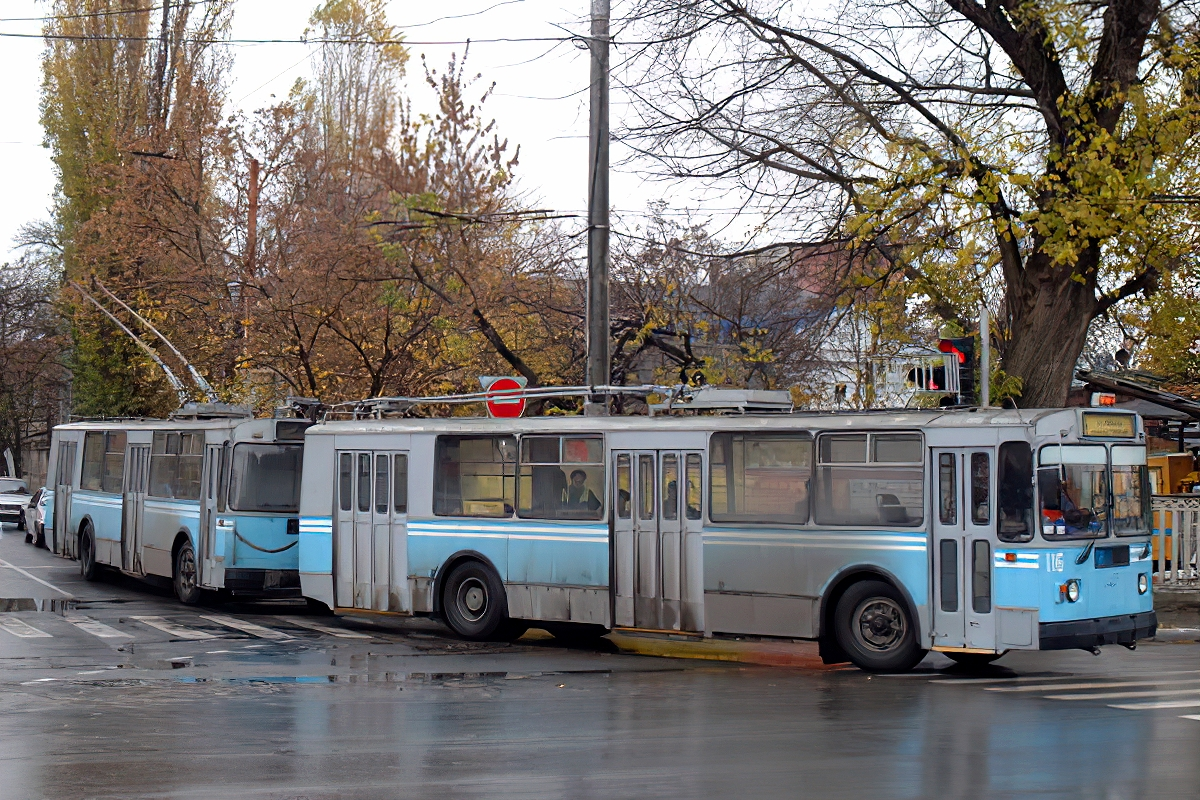
Троллейбусный поезд из троллейбусов ЗиУ-9, соединенных по системе Владимира Веклича, в Краснодаре

Ниже приведены технические характеристики троллейбуса ЗиУ-682Б:
- Максимальная конструктивная скорость — 68 км/ч
- Максимально преодолеваемый подъём — 8 %
- Габаритные размеры — 12000/2500/3355 мм
- Колёсная база — 6200 мм
- Максимальная пассажировместимость — 125 человек
- Номинальная пассажировместимость — 91 человек
- Мест для сидения — 30 штук
- Снаряжённая масса — 10 050 кг
- Полная масса — 16490 кг
- Тип двигателя — ДК-210А-3, коллекторный, постоянного тока
- Мощность двигателя — 110 кВт
- Напряжение — 600 В
- Максимальная частота вращения — 3900 об/мин
- Система управления — РКСУ

## Модификации
Помимо основных серийных модификаций троллейбуса ЗиУ-9, был выпущен ряд специальных модификаций, использовавшихся в горных районах и районах Крайнего Севера, являвшихся учебными, имевших правое расположение руля или укороченных на одну секцию.
Завод имени Урицкого также выпускал продукцию, экспортировавшуюся за рубеж и поставлявшуюся в такие страны, как Аргентина, Венгрия, Греция, Польша, Болгария, Колумбия и Югославия.
| Модель                                 | Описание | Количество оставшихся эксплуатирующихся троллейбусов | Фото |
| -------------------------------------- | --- | ---------------------------------------------------- | ---- |
| ЗиУ-682 (ЗиУ-9А)                       | Несколько опытных троллейбусов в 1970—1971 гг. проходили испытания в Москве и Ленинграде. Внешне опытные машины довольно сильно отличались от будущих серийных. Так, передний маршрутный указатель был небольших размеров и овальной формы, предназначенный только для номера маршрута. Маршрутный указатель слегка возвышался над лобовым стеклом, а по бокам от него располагались небольшие вентиляционные решетки. Кроме того, на троллейбусе было установлено две пары передних фар, под окнами шел широкий молдинг, а на задней площадке сбоку были дополнительные узкие стекла, вместо которых на серийных машинах появились глухие стенки. Крышка радиореакторов, как и на ЗиУ-5, отсутствовала. Как и будущие серийные машины, ЗиУ-9 имели граненые шестиугольные колесные арки, форточки в каждом окне и четыре люка на крыше. Дальнейшая судьба опытных троллейбусов ЗиУ-9 неизвестна. | 0                                                    |      |
| ЗиУ-682Б                               | Начало выпуска этой модели положило свое начало производству самой масштабной линейки троллейбусов в истории, а также конец производству предыдущей модификации ЗиУ-5. У троллейбусов этой модели присутствовали шестиугольные колесные арки, четыре вентиляционных люка в крыше, форточки располагались в каждом окне. На первые партии троллейбусов устанавливался устаревший двигатель ДК-207Г3, который уже в 1973 году был заменен новым двигателем ДК-210А3. С 1974 года шестиугольные колесные арки были заменены обычными, скругленными. Модификация выпускалась с 1972 по 1976 год. | 1                                                    |      |
| ЗиУ-682В                               | С начала 1975 года началось серийное производство следующей модификации — ЗиУ-682В. Единственным существенным отличием данной линейки от предыдущей модификации было использование рессоров вместо реактивных тяг в качестве несущих элементов подвески. По некоторым данным, троллейбусы ЗиУ-682В и ЗиУ-682Б выпускались заводом параллельно некоторое время. Данная модель за 13 лет выпуска претерпела достаточно серьезные изменения во внешнем виде. Начиная с 1978 года исчез передний вентиляционный люк в крыше, изменили ступеньки под лестницей, ведущей на крышу троллейбуса (были утопленные в обшивке полукругом, как у предыдущей модели ЗиУ-5, стали складные снаружи, как и сейчас). В конце 70-х годов троллейбусы стали оборудоваться электрическими штангоуловителями. С 1980 года форточки стали располагаться с интервалом в одно окно. В конце 1982 года верхние габаритные огни-«лодочки» были заменены на прямоугольные габаритные огни нового образца. С 1983 года троллейбусы ЗиУ-682В стали выпускаться без пониженной задней площадки. Постепенно, с весны 1985 года, внешний вид троллейбусов снова стал претерпевать некоторые изменения: параллельно с троллейбусами со светотехникой-«лодочками», начали выпускаться троллейбусы, у которых передние указатели поворота и нижние габариты, ранее объединённые в одном фонаре-«лодочке» и размещавшиеся под фарами, стали располагаться отдельно, по бокам от фар и приобрели новую, квадратную форму. Указатели поворота, расположенные по бокам, так же стали квадратными и «переехали» к началу кузова. Полностью изменился дизайн задних указателей поворота и стоп-сигналов — вместо трех «лодочек», утопленных в кузове, появились три квадратных фонаря на небольшом вертикальном выступе. Полностью выпуск троллейбусов со светотехникой по типу «лодочки» был прекращён летом 1985 года. Модификация выпускалась с 1976 по 1988 год. | 40                                                   |      |
| ЗиУ-682В1                              | Данная модель предназначалась для городов с крутым рельефом и стала выпускаться гораздо позже базовой модели. На троллейбусы этой модификации устанавливались более мощные тяговые двигатели ДК-211Б мощностью 150 кВт, другой ГРК, также была изменена система торможения. Изначально на «горных» ЗиУ применялось торможение двумя педалями (левая отвечала за включение тормозного режима, вторая — за управление групповым реостатным контроллером), однако во второй половине 80-х годов схему упростили и торможение стало осуществляться одной педалью, но также под контролем реле ускорения. Кузов троллейбусов данной линейки идентичен кузовам обыкновенных ЗиУ-682В. Последующие внешние изменения стандартных троллейбусов воплощались и на этой модификации. Однако, у «горняков» было единственное внешнее изменение — дополнительный лючок в юбке по правому борту между передней и средней дверью для доступа к ГРК. Было произведено несколько сотен таких троллейбусов, их доставляли как в города СССР (троллейбусные системы Кавказа), так и на экспорт. Модификация выпускалась с 1979 по 1985 год. | 2                                                    |      |
| ЗиУ-682С                               | «Северный» вариант ЗиУ-682В. Отличия от базовой модели заключаются в установленных дополнительном отоплении в салоне и стеклообогревателях в кабине, а также изменениях в конструкции ящика шунтовых сопротивлений. Салон имеет свои особенности: из-за прохождения воздуховодов системы отопления на задних надколёсных куполах, там установлены одноместные сидения. Троллейбусы поставлялись в сибирские города и в столицу Монголии Улан-Батор. Модификация выпускалась в 1987–1988 годах. | 0                                                    |      |
| ЗиУ-682В-012                           | На троллейбусах данной модификации установлены тяговые двигатели ДК-213 мощностью 115 кВт. На ЗиУ-682В0А с перегородки кабины водителя исчезли динамики внутренней трансляции, а над средней и задней дверями стало располагаться по два динамика (на предыдущих модификациях было установлено по одному динамику на дверь). С 1989 года крышка радиореакторов на крыше троллейбуса стала меньших размеров и плоской формы, изменили свое местоположение мотор и насос гидроусилителя руля. Модификация выпускалась в 1988–1990 годах. | 106                                                  |      |
| ЗиУ-682В-013                           | Основное отличие от 682В0А заключается в наличии пневматического привода дверного управления. Также на 682В0В использовано другое реле зарядки, вместо трех задних фонарей в объединенном блоке стало четыре. Мягкие сидения в салоне стали в 2 раза тоньше в сравнении с предыдущими троллейбусами. Стенка перегородки водительской кабины за сидением лишилась овального окна (в предыдущих модификациях оно обычно закрашивалось сразу же после поступления в депо). Производство машин данной модификации продолжалось меньше года до начала выпуска совершенно новой модификации. Модификация выпускалась в 1990–1991 годах. | 35                                                   |      |
| ЗиУ-682Г                               | К концу 80-х годов модель ЗиУ-682В устарела и нуждалась в обновлении. Однако, вместо разработки кардинально новой модели конструкторы завода решили провести модернизацию старой. Несмотря на то, что первые опытные образцы были изготовлены в 1988 году, полномасштабное производство троллейбусов данной линейки началось лишь 1 февраля 1991 года. Троллейбус претерпел значительные внешние изменения в сравнении с предыдущими моделями. Серьезные изменения получила планировка салона — вместо двухместных сидений по левому борту стали устанавливаться одноместные, благодаря чему пассажировместимость салона существенно увеличилась. Старые диваны были заменены современными более удобными сидениями. На ЗиУ-682Г также был применен пневматический привод управления дверьми. На ранних троллейбусах пневмопривод был аналогичен таковому в троллейбусах 682В0В, но в дальнейшем на машины стали устанавливать приводы иной конструкции. Кабина водителя подверглась наибольшим изменениям практически во всем. Рабочее место водителя расположено на небольшом подиуме, полностью изменилась приборная панель — она выполнена из черного пластика, основные переключатели переместились на приборку, находящуюся слева от водителя, справа же остались лишь дверные переключатели и индикаторы, а также выключатели снегоочистителей. Часть оборудования кабины была размещена за спиной у водителя. С 1994 года управление световыми приборами переместилось на рулевую колонку. Дверь в кабину была расширена в 2 раза, заводская табличка, ранее располагавшаяся над дверью кабины, начиная с 1993 года, была перенесена на место над окном перегородки водительской кабины. Основное внешнее отличие троллейбусов ЗиУ-682Г заключается в трассировке высоковольтного кабеля на крыше: у 682В конец уходит в середину, у 682Г к противоположную сторону, а так же в наличии воздухозаборника спереди, который прикрывает специальная решетка. В зимнее время она должна переворачиваться с целью перекрытия доступа холодного воздуха в салон троллейбуса. Однако, достаточно часты практики удаления воздухозаборника с решеткой и установки подобных решеток на троллейбусы ранних модификаций в качестве декоративного элемента в ходе капитальных ремонтов или же самими водителями. Еще одним внешним отличием линейки 682Г стал измененный порядок расположения форточек по правому борту кузова — первое по счету окно стало с ней, второе — без нее (ранее было наоборот). До 1998 года было произведено более 5 тыс. троллейбусов данной модификации. Надежность этих машин, выпуск которых еще и совпал с экономическим кризисом в связи с развалом СССР, оказалась достаточно низкой, в последствии чего ЗиУ-682Г списываются гораздо раньше, чем троллейбусы модификации «В». Модификация выпускалась с 1991 по 1998 год. | 290                                                  |      |
| ЗиУ-682Г1                              | Как и 682В1, предназначалась для городов с гористым рельефом. Отличается от базовой модели более мощным двигателем ДК-211БМ мощностью 170 кВт и измененной системой торможения. На некоторые троллейбусы данной модели устанавливали автономный тяговый привод с аккумуляторными батареями в качестве источника питания. Производство осуществлялось под заказ в небольших количествах. | 1                                                    |      |
| ЗиУ-682ГС                              | «Северный» вариант 682Г, который, как и его «полярный» предшественник, оборудован улучшенными теплоизоляциями и отоплением салона. Имеет те же особенности, что и 682С, а именно установленные одноместные сидения на задних куполах. | 0                                                    |      |
| ЗиУ-682ГН                              | Учебная модификация троллейбуса ЗиУ-682Г стала выпускаться фактически с 1991 года, однако собственный индекс она получила лишь в 1993 году. Модификация ГН отличается от базовой модели расширенной кабиной — передняя дверь идет не в салон, а в кабину, а рядом с креслом водителя располагается кресло инструктора. Также троллейбус оборудован дополнительной педалью тормоза. Дверь из кабины в салон размещена посередине перегородки водительской кабины. Модификация выпускалась с 1991 по 1995 год. | 6                                                    |      |
| ЗиУ-682Г-010                           | Экспортный вариант модификации ЗиУ-682Г, который был разработан для Белграда, столицы Сербии. Внешними отличиями троллейбусов данной линейки от базовой модели являлись уменьшенное по высоте окно кабины водителя и ее планировка, а также другой пневмопривод дверей. За 3 года было произведено 110 единиц данной модификации, однако по разным причинам эти троллейбусы так и не доехали в Белград, а были переданы в российские города, такие как Москва, Казань и Тверь. | 0                                                    |      |
| ЗиУ-682Г-012; ЗиУ-682Г-016 (012)       | Фактически являлся аналогом экспортных машин ЗиУ-682Г-010 для внутреннего рынка. Как и экспортный вариант, отличался от базовых ЗиУ-682Г уменьшенным по высоте окном водительской кабины. Троллейбусы данной модификации первые 2 года производились параллельно с обычными ЗиУ-682Г до принятия решения заводом о прекращении выпуска старой модели. Постепенно на 682Г-012 были применены новые конструктивные решения, такие как: система блокировки хода при открытых дверях, изоляционное внешнее покрытие и ограничитель хода троллейбусных штанг, зеркала заднего вида с электроподогревом, статический преобразователь вместо вспомогательного двигателя и генератора, антикоррозийная система покрытия кузова, индикатор утечки токов. С 2002 года модель носит обозначение ЗиУ-682Г-016(012) и оснащается исключительно генератором для подзарядки АКБ и вспомогательным двигателем для обдува пуско-тормозных сопротивлений и вращения генератора. Модификация ЗиУ-682Г-012 выпускалась с 1997 по 2002 год; Модификация ЗиУ-682Г-016(012) выпускалась с 2002 по 2008 год. | 167                                                  |      |
| ЗиУ-682Г-016 (012)П                    | Аналогичен классическому ЗиУ-682Г-016 (012), то есть имеет генератор для подзарядки АКБ и вспомогательный двигатель для обдува пуско-тормозных сопротивлений и вращения генератора. Машина оснащена пластиковой облицовкой передка по образцу ЗиУ-682Г-016.02 | 3                                                    |      |
| ЗиУ-682Г-013 [ГК]                      | Оснащался обогревом зеркал, резиновыми петлями на бортовых люках, тонированным (в т.ч. лобовое и задние стёкла) остеклением, электронным маршрутоуказателем, электрическимими штангоуловителями (не везде), противотуманными фонарями сзади. На троллейбусе был опробован индикатор утечки тока, а также модернизирована пневмосистема. В дальнейшем эти решения были применены на модификации ЗиУ-682Г-016. Модификация выпускалась в 1998–2000 годах. | 0                                                    |      |
| ЗиУ-682Г-014 [Г0Е]                     | Улучшенная версия модификации Г-013 В более дорогих версиях оснащался статическим преобразователем для подзарядки АКБ и 24-вольтовым электродвигателем обдува пуско-тормозных сопротивлений, резиновыми петлями на бортовых люках, тонированным (в т.ч. лобовое и задние стёкла) остеклением, электронным маршрутоуказателем, обогревом зеркал, электрическимими штангоуловителями (не везде), индивидуальными сидениями вместо диванов, противотуманными фонарями сзади. Более дешевые версии ничем не отличались от ЗиУ-682Г-012. Модификация выпускалась с 1997 по 2000 год. | 4                                                    |      |
| ЗиУ-682Г-015 [Г0L]                     | Модификация была разработана в конце 90-х годов. Установка раздельных сидений и изменение планировки салоны были впервые применены именно на троллейбусах данной модели. В дальнейшем эти решения были применены на остальных модификациях. Модификация выпускалась в 1997–1998 годах. | 1                                                    |      |
| ЗиУ-682Г-016 [Г0М]                     | Модификация представляет собой дальнейшее развитие троллейбуса ЗиУ-682Г-012, выпускаемой с 1999 года. Антикоррозийная стойкость кузова была повышена комплексом нововведений, а именно: наружная обшивка была выполнена из цельнотянутого листа, купола и подножки — из нержавеющей стали, основание кузова защищено долговечной антикоррозийной системой покрытия, в нахлесточных сварных соединениях применены токопроводящие грунты, дверные створки также покрывались специальным антикоррозийным составом. Значительно повышена электробезопасность троллейбуса: применялись диэлектрическое покрытие и ограничители хода штанг, изоляция подножек была улучшена, в водительской кабине установлен индикатор токов утечки. Конструкция боковых люков была усовершенствована, а также изменена отопительная конструкция. Блокировка хода при открытых дверях также была применена на данной модификации. Благодаря проведению фактически второй масштабной модернизации линейку ЗиУ-682Г-016 решили использовать в качестве основы. Большая часть конструктивных улучшений данной модификации была применена и на более старых таковых, например, на ЗиУ-682Г-012. Модификация выпускалась с 1999 по 2002 год. С 2002 года любой вышедший с конвейера ЗиУ-682Г имел на заводской табличке обозначение XTU682G0M (XTU682Г0М), а в документах указывалось непосредственная принадлежность к модификации Троллейбусы, с классической компоновкой электрооборудования, на которые был установлен вспомогательный двигатель ДК-661 и генератор стали обозначаться в документах как ЗиУ-682Г-016 (012), а троллейбусы, с классической компоновкой электрооборудования, на которых был установлен статический преобразователь и 24-вольтовый электродвигатель обдува пуско-тормозных сопротивлений имели обозначение ЗиУ-682Г-016 (018). | 16                                                   |      |
| ЗиУ-682Г-017 [Г0Н]; ЗиУ-682Г-016 (017) | В середине 90-х годов стало ясно, что расположенное под днищем троллейбуса электрооборудование не соответствует таким современным требованиям, как электробезопасность и долговечность: старая схема расположения оборудования не защищала машину от влаги и противоледных реагентов, легко попадающих на электронику и вызывающих её быстрые порчу и износ, а также не позволяет начать переход к производству низкопольных моделей. Первым троллейбусом ЗиУ-682 с оборудованием на крыше стал ЗиУ-52642 с тиристорно-импульсной системой управления, однако, эта модель не пошла в серию из-за её чрезмерной дороговизны. Поэтому в 2000 году появилась модификация троллейбуса также с имеющимся электрооборудованием наверху — троллейбус ЗиУ-682Г-017. Для установки оборудования на крыше у этой модели была усилена конструкция кузова и демонтирован передний люк на крыше. Сверху размещена основная часть тягового комплекта электрооборудования: силовые резисторы, статический преобразователь, ГРК и автоматический двухполюсный выключатель. На крыше также установлены специальные дорожки, использовавшиеся для перемещения персонала по депо. С 2002 года модификация носит обозначение ЗиУ-682Г-016 (017). В том же году были упразднены динамики в кожухах дверей, люминесцентное освещение салона, тонировка и форточки во всех окнах. Начали устанавливать динамики в потолке в количестве двух штук в передней и задней части салона. Модификация ЗиУ-682Г-017 выпускалась с 2001 по 2002 год; Модификация ЗиУ-682Г-016 (017) выпускалась с 2002 по 2005 год. | 10                                                   |      |
| ЗиУ-682Г-018 [Г0Р]; ЗиУ-682Г-016 (018) | В 1999 году на троллейбусах модельного ряда ЗиУ-682 впервые был установлен статический преобразователь, заменивший собой мотор-генератор вспомогательных цепей освещения, что позволило свести к минимуму шум, издаваемый троллейбусом. Модификация троллейбуса со статическим преобразователем получила индекс ЗиУ-682Г-018. Как и у ЗиУ-682Г-016, оборудование размещено в межпольном пространстве. Также на троллейбусе применена новая система охлаждения силовых резисторов — мотор-вентилятор с двигателем ЭД-7 (вместо мотор-вентилятора с двигателем ДК-661БУ2), расположенный под полом позади силовых резисторов. Такое расположение мотор-вентилятора вызвано применением на машине статического преобразователя. Модификация ЗиУ-682Г-018 выпускалась с 2001 по 2003 год; Модификация ЗиУ-682Г-016(018) выпускалась с 2003 по 2009 год. | 64                                                   |      |

## Троллейбусные поезда ЗиУ-9
Инициатором внедрения системы Владимира Веклича на троллейбусах ЗиУ-9 стал начальник службы подвижного состава алма-атинского ТТТУ Шейнберг Б. А. В конце 1970-х годов, когда он в Киеве изучал опыт применения троллейбусных поездов, им было принято решение адаптировать систему под троллейбус ЗиУ-10, который тогда эксплуатировался в Алма-Ате. Владимиром Векличем ему были переданы необходимые результаты исследований троллейбусных поездов, а главным инженером киевского завода электротранспорта Владимиром Мишакиным — конструкторская документация. Троллейбусный поезд ЗиУ-9 был создан по образцу и подобию поезда Škoda 9Tr специалистами Казахского политехнического института. В 1981 году, после успешных испытаний поезда в Алма-Ате, рабочие чертежи системы были переданы на Ленинградский завод по ремонту городского электротранспорта. По ним была разработана конструкторская документация и освоено производство троллейбусных поездов с последующим внедрением поездов более чем в 20 городах СССР, таких как Ленинград, Краснодар, Одесса, Новосибирск, Донецк, Херсон, Самара, Николаев, Омск, Харьков, Кемерово и других. Больше всего в СССР троллейбусных поездов ЗиУ-9 эксплуатировалось в Ленинграде — 111, с самым высоким в СССР экономическим эффектом от их использования, который составлял 4962 рубля на один поезд в год. Эксплуатация последнего троллейбусного поезда завершилась в декабре 2013 года в Краснодаре.

## Эксплуатирующие города
По состоянию на апрель 2024 года ЗиУ-9 различных модификаций (включая КВР) эксплуатируется в следующих городах:
| Страна              | Город             | Эксплуатирующая организация                                                                  | Модификация               | Количество (действующие)      |
| Республика Беларусь | Гродно            | ОАО «Автобусный парк г. Гродно»                                                              | ЗиУ-682В-012 [В0А]        | 1 единица                     |
| Россия              | Абакан            | МУП «Троллейбусное управление»                                                               | ЗиУ-682 (все модификации) | 12 единиц                     |
| Россия              | Армавир           | ООО «Армавиравто»                                                                            | ЗиУ-682 (все модификации) | 18 единиц                     |
| Россия              | Балаково          | МУП «Балаковоэлектротранс»                                                                   | ЗиУ-682 (все модификации) | 11 единиц                     |
| Россия              | Барнаул           | МУП «Горэлектротранс»                                                                        | ЗиУ-682 (все модификации) | 28 единиц                     |
| Россия              | Братск            | МП «Братское троллейбусное управление»                                                       | ЗиУ-682 (все модификации) |                               |
| Россия              | Брянск            | МУП «Брянское троллейбусное управление»                                                      | ЗиУ-682 (все модификации) | 3 единицы(учебные)            |
| Россия              | Великий Новгород  | ОАО «Автобусный парк»                                                                        | ЗиУ-682 (все модификации) | 2 единицы                     |
| Россия              | Видное            | МУП «Видновский троллейбусный парк»                                                          | ЗиУ-682 (все модификации) | 9 единиц                      |
| Россия              | Владивосток       | АО «Электротранспорт»                                                                        | ЗиУ-682 (все модификации) | 9 единиц                      |
| Россия              | Владимир          | АО «Владимирпассажиртранс»                                                                   | ЗиУ-682 (все модификации) | 47 единиц                     |
| Россия              | Волгоград         | МУП «Метроэлектротранс»                                                                      | ЗиУ-682 (все модификации) | 2 единицы                     |
| Россия              | Волгодонск        | МУП «ГПТ» г. Волгодонска                                                                     | ЗиУ-682 (все модификации) |                               |
| Россия              | Вологда           | МУП ПАТП-1                                                                                   | ЗиУ-682 (все модификации) |                               |
| Россия              | Воронеж           | МКП МТК «Воронежпассажиртранс»                                                               | ЗиУ-682 (все модификации) | 12 единиц                     |
| Россия              | Дзержинск         | МУП «Экспресс»                                                                               | ЗиУ-682 (все модификации) | 23 единицы                    |
| Россия              | Екатеринбург      | ЕМУП «Гортранс»                                                                              | ЗиУ-682 (все модификации) | 137 единиц                    |
| Россия              | Иваново           | МУП ИПТ                                                                                      | ЗиУ-682 (все модификации) | 56 единиц                     |
| Россия              | Ижевск            | МУП «ИжГЭТ»                                                                                  | ЗиУ-682 (все модификации) | 146 единиц                    |
| Россия              | Иркутск           | МУП «Иркутскгортранс»                                                                        | ЗиУ-682 (все модификации) |                               |
| Россия              | Йошкар-Ола        | МП «Троллейбусный транспорт»                                                                 | ЗиУ-682 (все модификации) | 95 единиц                     |
| Россия              | Калининград       | МКП «Калининград-ГорТранс»                                                                   | ЗиУ-682 (все модификации) | 14 единиц                     |
| Россия              | Калуга            | МУП ГЭТ «УКТ» г. Калуги                                                                      | ЗиУ-682 (все модификации) | 21 единица                    |
| Россия              | Кемерово          | ОАО «Кемеровская электротранспортая компания»                                                | ЗиУ-682 (все модификации) | 21 единица                    |
| Россия              | Киров             | АО «Автотранспортное предприятие»                                                            | ЗиУ-682 (все модификации) | 14 единиц                     |
| Россия              | Ковров            | МУП «УТТ»                                                                                    | ЗиУ-682 (все модификации) | 16 единиц                     |
| Россия              | Кострома          | МУП «Троллейбусное управление»                                                               | ЗиУ-682 (все модификации) |                               |
| Россия              | Краснодар         | МУП «Краснодарское трамвайно-троллейбусное управление»                                       | ЗиУ-682 (все модификации) | 56 единиц                     |
| Россия              | Красноярск        | Муниципальное предприятие города Красноярска «Городской транспорт»                           | ЗиУ-682 (все модификации) | 1 единица                     |
| Россия              | Курск             | ГУПКО «Курскэлектротранс»                                                                    | ЗиУ-682 (все модификации) | 3 единицы (два учебные)       |
| Россия              | Ленинск-Кузнецкий | МП «Производственное троллейбусное управление города Ленинска-Кузнецкого»                    | ЗиУ-682 (все модификации) | 7 единиц                      |
| Россия              | Майкоп            | МУП «Майкопское троллейбусное управление»                                                    | ЗиУ-682 (все модификации) | 9 единиц                      |
| Россия              | Махачкала         | МУП «Махачкалинское троллейбусное управление»                                                | ЗиУ-682 (все модификации) | 20 единиц                     |
| Россия              | Миасс             | МУП «УПП МГО»                                                                                | ЗиУ-682 (все модификации) | 4 единицы                     |
| Россия              | Мурманск          | АО «Электротранспорт»                                                                        | ЗиУ-682 (все модификации) | 20 единиц                     |
| Россия              | Нижний Новгород   | МП «Нижегородэлектротранс»                                                                   | ЗиУ-682 (все модификации) | 62 единицы                    |
| Россия              | Новокузнецк       | Муниципальное трамвайно-троллейбусное предприятие                                            | ЗиУ-682 (все модификации) | 30 единицы                    |
| Россия              | Новороссийск      | МУП «Муниципальный пассажирский транспорт Новороссийска»                                     | ЗиУ-682 (все модификации) | 18 единиц                     |
| Россия              | Новосибирск       | МКП «ГЭТ»                                                                                    | ЗиУ-682 (все модификации) | 63 единицы                    |
| Россия              | Новочебоксарск    | НМУПТТ                                                                                       | ЗиУ-682 (все модификации) | 16 единиц                     |
| Россия              | Омск              | МП «Электрический транспорт»                                                                 | ЗиУ-682 (все модификации) | 19 единиц                     |
| Россия              | Оренбург          | МКП «Оренбургские пассажирские перевозки»                                                    | ЗиУ-682 (все модификации) | 7 единиц                      |
| Россия              | Орёл              | МУП «Трамвайно — троллейбусное предприятие»                                                  | ЗиУ-682 (все модификации) | 18 единиц                     |
| Россия              | Пенза             | ООО «Универсал-Сервис»                                                                       | ЗиУ-682 (все модификации) | 11 единиц                     |
| Россия              | Петрозаводск      | ПМУП «Городской транспорт»                                                                   | ЗиУ-682 (все модификации) | 1 единица                     |
| Россия              | Подольск          | МУП «Подольский троллейбус»                                                                  | ЗиУ-682 (все модификации) | 23 единицы                    |
| Россия              | Рубцовск          | МУТП г. Рубцовск                                                                             | ЗиУ-682 (все модификации) | 29 единиц                     |
| Россия              | Рыбинск           | АО «Рыбинскэлектротранс»                                                                     | ЗиУ-682 (все модификации) |                               |
| Россия              | Рязань            | МУП «УРТ»                                                                                    | ЗиУ-682 (все модификации) | 38 единиц                     |
| Россия              | Самара            | МП «Самарское трамвайно-троллейбусное управление»                                            | ЗиУ-682 (все модификации) | 75 единиц                     |
| Россия              | Санкт-Петербург   | ГУП «Горэлектротранс»                                                                        | ЗиУ-682 (все модификации) | 1 единица (музейный экспонат) |
| Россия              | Саранск           | МП «Горэлектротранс»                                                                         | ЗиУ-682 (все модификации) | 8 единиц                      |
| Россия              | Саратов           | МУПП Саратовгорэлектротранс                                                                  | ЗиУ-682 (все модификации) | 3 единицы                     |
| Россия              | Смоленск          | Смоленское муниципальное унитарное трамвайно-троллейбусное предприятие                       | ЗиУ-682 (все модификации) | 20 единиц                     |
| Россия              | Ставрополь        | ГУП СК «СТП»                                                                                 | ЗиУ-682 (все модификации) | 7 единиц                      |
| Россия              | Стерлитамак       | МУП «Стерлитамакское троллейбусное управление»                                               | ЗиУ-682 (все модификации) | 2 единицы                     |
| Россия              | Тамбов            | МУП «Тамбовгортранс»                                                                         | ЗиУ-682 (все модификации) | 5 единиц                      |
| Россия              | Ульяновск         | МУП «Ульяновскэлектротранс»                                                                  | ЗиУ-682 (все модификации) | 4 единицы                     |
| Россия              | Хабаровск         | МУП ГЭТ                                                                                      | ЗиУ-682 (все модификации) | 2 единицы                     |
| Россия              | Химки             | МУП «Химкиэлектротранс»                                                                      | ЗиУ-682 (все модификации) | 16 единиц                     |
| Россия              | Чебоксары         | МУП Чебоксарское троллейбусное управление                                                    | ЗиУ-682 (все модификации) | 122 единицы                   |
| Россия              | Челябинск         | ООО «ЧелябГЭТ»                                                                               | ЗиУ-682 (все модификации) | 50 единиц                     |
| Россия              | Черкесск          | ЧГМУП «Троллейбусное управление»                                                             | ЗиУ-682 (все модификации) | 20 единиц                     |
| Россия              | Чита              | МП «Троллейбусное управление»                                                                | ЗиУ-682 (все модификации) | 11 единиц                     |
| Россия              | Ярославль         | АО «Яргорэлектротранс»                                                                       | ЗиУ-682 (все модификации) | 19 единиц                     |
| Украина             | Белая Церковь     | Белоцерковское троллейбусное управление                                                      | ЗиУ-682 (все модификации) | 7 единиц                      |
| Украина             | Винница           | КП «Винницкая транспортная компания»                                                         | ЗиУ-682 (все модификации) | 53 единицы                    |
| Украина             | Горловка          | ТТУ г. Горловка                                                                              | ЗиУ-682 (все модификации) | 2 единицы                     |
| Украина             | Днепр             | КП «Днепровский электротранспорт»                                                            | ЗиУ-682 (все модификации) | 4 единицы                     |
| Украина             | Житомир           | КП «Житомирское трамвайно-троллейбусное управление» (ЖТТУ)                                   | ЗиУ-682 (все модификации) | 33 единицы                    |
| Украина             | Запорожье         | Запорожское коммунальное предприятие городского электротранспорта «Запорожэлектротранс»      | ЗиУ-682 (все модификации) | 4 единицы                     |
| Украина             | Краматорск        | КП «КТТУ»                                                                                    | ЗиУ-682 (все модификации) | 1 единица                     |
| Украина             | Кривой Рог        | КП «Городской троллейбус»                                                                    | ЗиУ-682 (все модификации) | 9 единиц                      |
| Украина             | Луцк              | Луцкое предприятие электротранспорта                                                         | ЗиУ-682 (все модификации) | 8 единиц                      |
| Украина             | Макеевка          | Макэлектротранс                                                                              | ЗиУ-682 (все модификации) | 10 единиц                     |
| Украина             | Одесса            | КП «ОГЭТ»                                                                                    | ЗиУ-682 (все модификации) | 8 единиц                      |
| Украина             | Сумы              | КП СМР «Електроавтотранс»                                                                    | ЗиУ-682 (все модификации) | 20 единиц                     |
| Украина             | Харцызск          | Харцызский троллейбус                                                                        | ЗиУ-682 (все модификации) | 1 единица                     |
| Украина             | Харьков           | КП «Троллейбусное депо № 2», КП «Троллейбусное депо № 3»                                     | ЗиУ-682 (все модификации) | 5 единиц                      |
| Украина             | Херсон            | ГКП «Херсонэлектротранс»                                                                     | ЗиУ-682 (все модификации) | 5 единиц                      |
| Украина             | Хмельницкий       | ХКП «Электротранс»                                                                           | ЗиУ-682 (все модификации) | 23 единицы                    |
| Украина             | Черкассы          | КП «Черкассыэлектротранс»                                                                    | ЗиУ-682 (все модификации) | 18 единиц                     |
| Украина             | Чернигов          | КП «Черниговское троллейбусное управление»                                                   | ЗиУ-682 (все модификации) | 1 единица                     |
| Молдова             | Бендеры           | МУП «БТУ»                                                                                    | ЗиУ-682 (все модификации) | 26 единиц                     |
| Молдова             | Кишинёв           | Regia Transport Electric Chișinău                                                            | ЗиУ-682 (все модификации) | 10 единиц                     |
| Молдова             | Тирасполь         | МУП «Тираспольское Троллейбусное Управление»                                                 | ЗиУ-682 (все модификации) | 15 единиц                     |
| Кыргызстан          | Бишкек            | МП «Бишкекское троллейбусное управление» (БТУ)                                               | ЗиУ-682 (все модификации) | 49 единиц                     |
| Кыргызстан          | Нарын             | Нарынский троллейбус                                                                         | ЗиУ-682 (все модификации) | 7 единиц                      |
| Кыргызстан          | Ош                | Ошский троллейбус                                                                            | ЗиУ-682 (все модификации) | 7 единиц                      |
| Грузия              | Сухуми            | Сухумский троллейбус                                                                         | ЗиУ-682 (все модификации) | 9 единиц                      |
| Аргентина           | Кордова           | Кордовский троллейбус                                                                        | ЗиУ-682 (все модификации) | 26 единиц                     |
| Венгрия             | Сегед             | Сегедский троллейбус                                                                         | ЗиУ-682 (все модификации) | 1 единица (музейный экспонат) |
| Греция              | Афины             | Ηλεκτροκίνητα Λεωφορεία Περιοχής Αθηνών — Πειραιώς (Electric Buses of Athens & Piraeus Area) | ЗиУ-682 (все модификации) | 1 единица (музейный экспонат) |
| Польша              | Люблин            | MPK Lublin                                                                                   | ЗиУ-682 (все модификации) | 1 единица (музейный экспонат) |

## Критика
Троллейбусы ЗиУ-9 также страдали от «детских болезней», например два пневмоэлемента, на которые опиралась передняя часть троллейбуса ЗиУ-682В, из-за постоянной нагрузки не выдерживали её и разрушались, также слабыми оказались места крепления реактивных штанг. Конструкторам пришлось дорабатывать проблемные элементы троллейбуса уже после пуска ЗиУ-682В в эксплуатацию в 1975 году.
Ввиду технического несовершенства ЗиУ-9 поломка некоторых его внутренних механизмов (например, выход из строя цапфы поворотного кулака колеса) является проблемой и ограничивающим фактором эксплуатации троллейбуса.
Исследователи транспорта отмечают, что троллейбус ЗиУ-9 и его модификации устарели, поэтому необходима замена ЗиУ-9 в эксплуатирующих городах на более современный подвижной состав, с функцией автономного хода и низким полом.

## В культуре
Троллейбус ЗиУ-682 различных модификаций появляется во множестве советских и российских фильмов, например, в произведениях «Горожане», «Три дня в Москве», «Искренне Ваш…», «Внимание! Всем постам…» и других.
Троллейбусы ЗиУ-682 выступили в качестве памятника местным троллейбусным системам в Уфе, Чите и Херсоне. Один из троллейбусов ЗиУ-682 в Люблине был восстановлен и переделан в кафе.

## Галерея

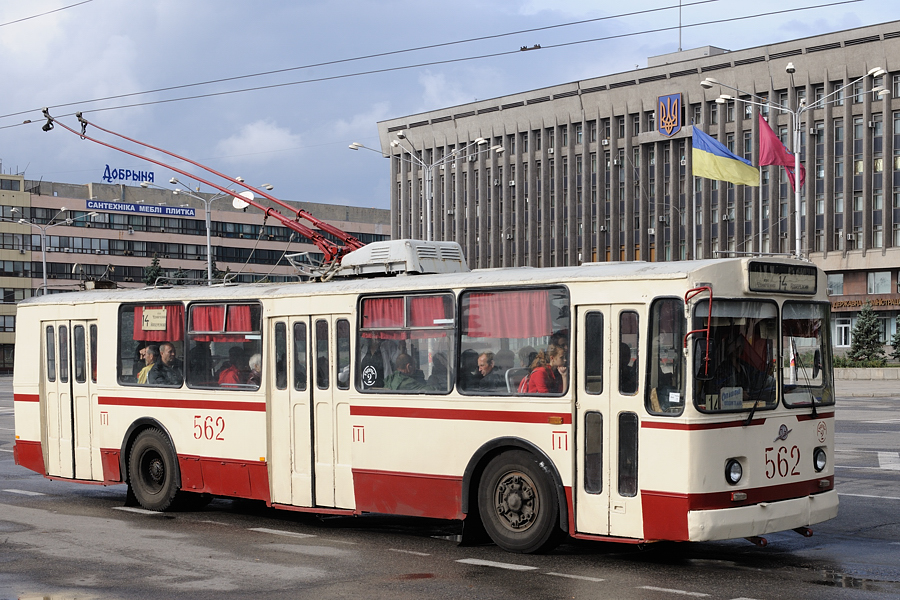
Троллейбус ЗиУ-682Б в Запорожье. Построен в августе 1975 года
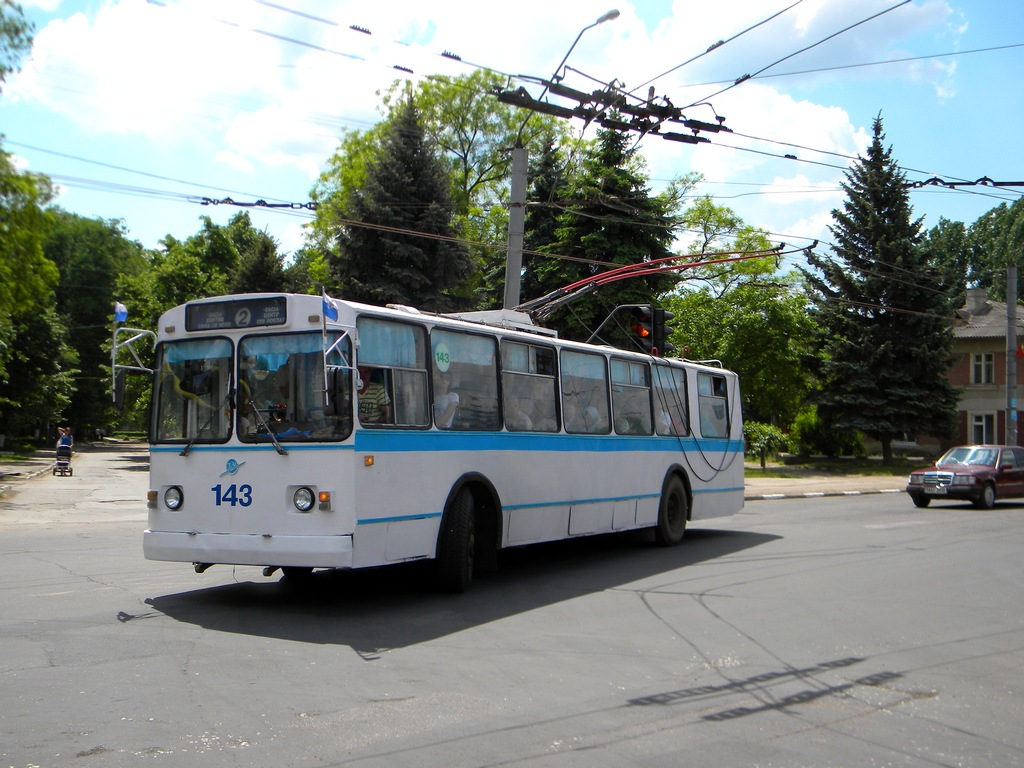
Троллейбус ЗиУ-682Г00, прошедший КВР в 2011 году, Бельцы, Молдавия
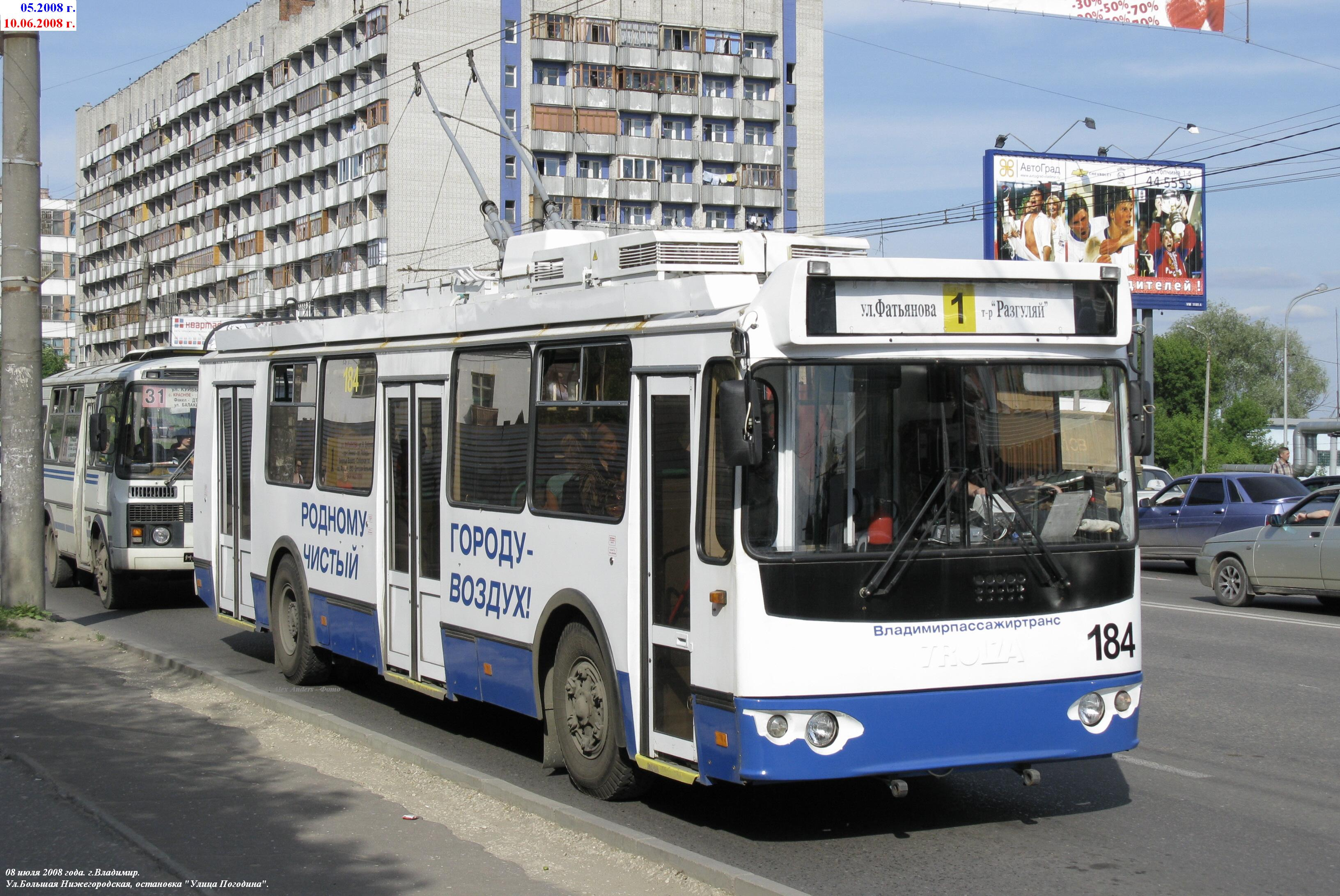
Троллейбус ЗиУ-682Г-016.02 во Владимире
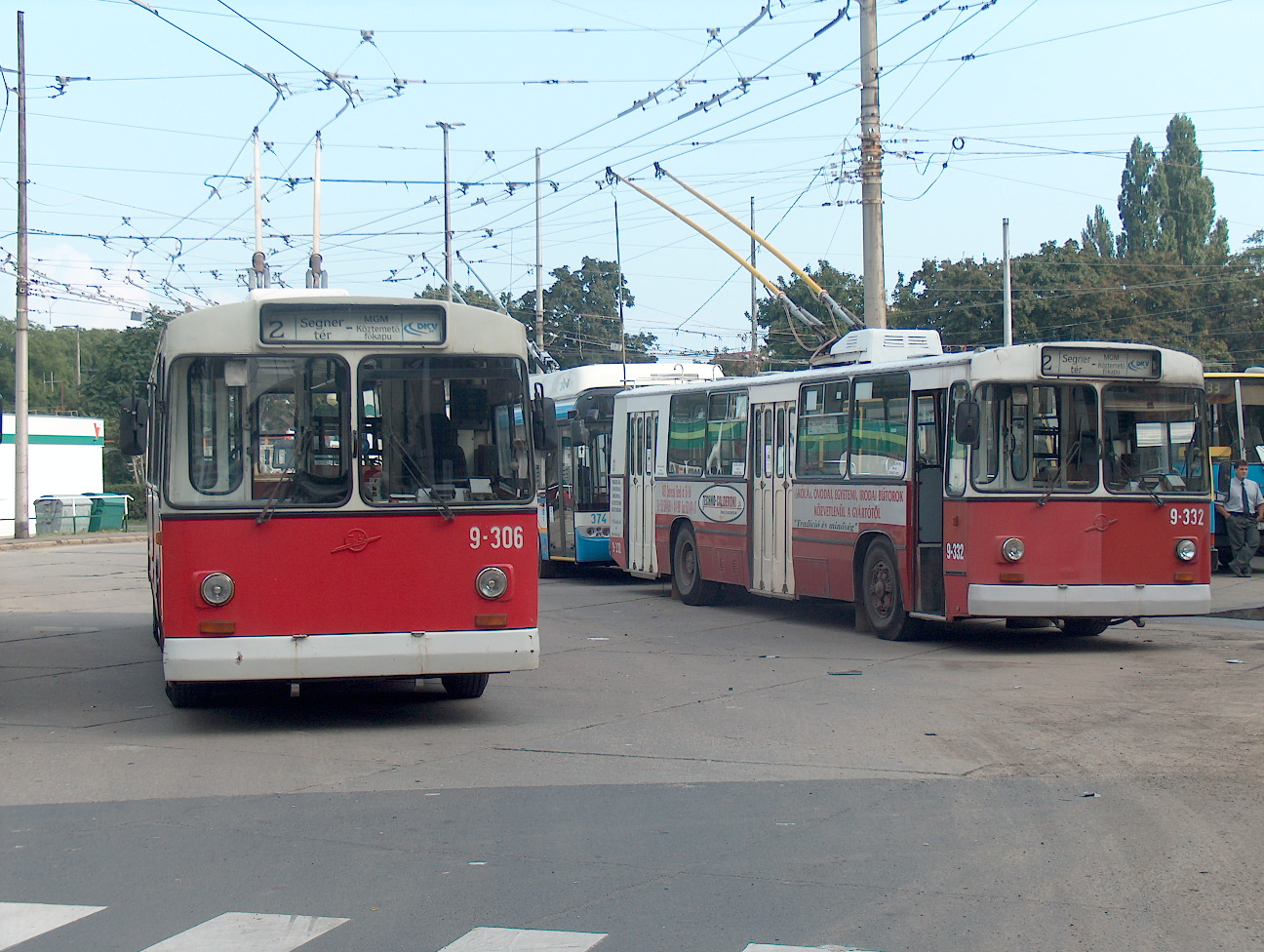
ЗиУ-682УВ в Дебрецене
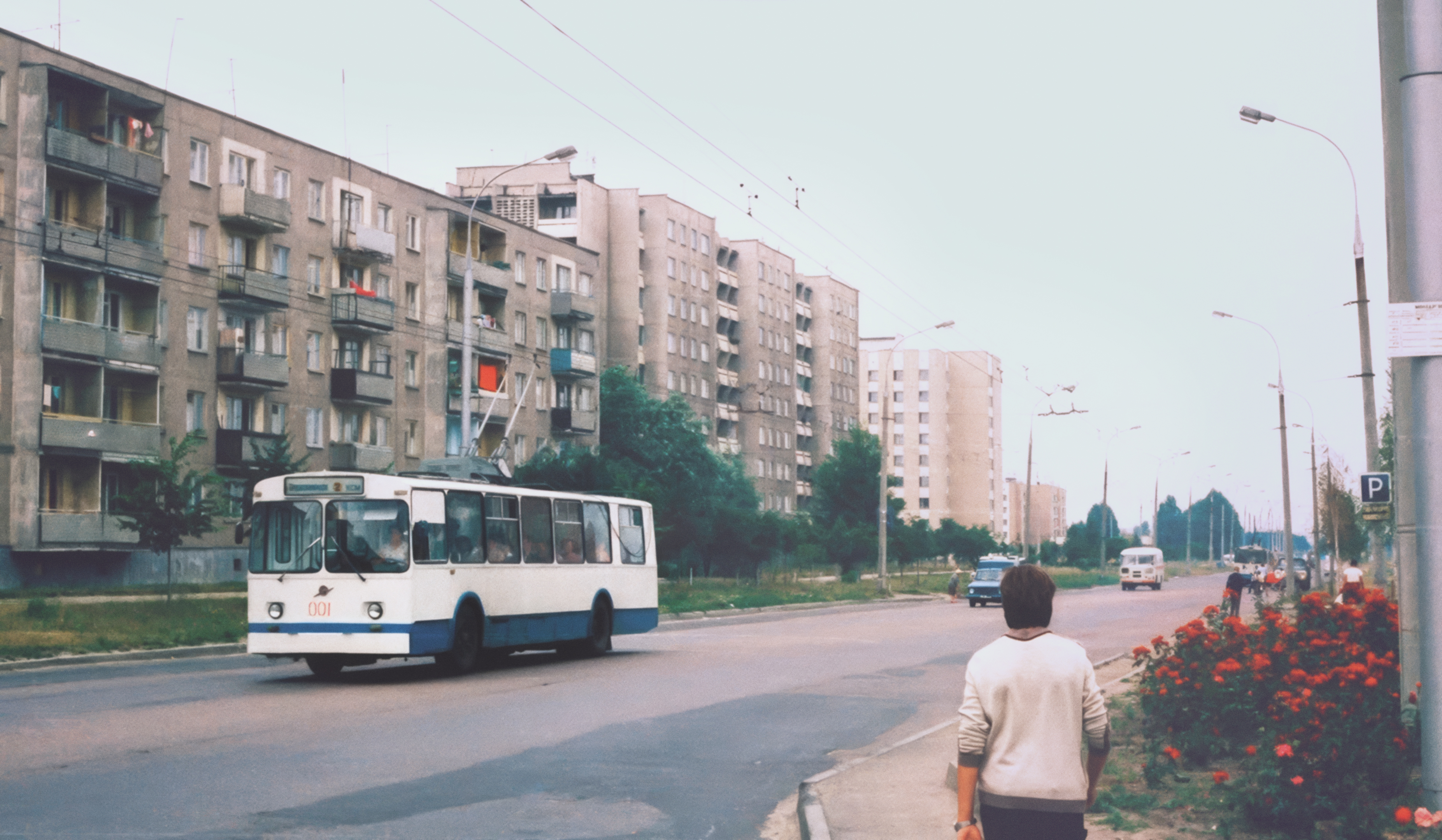
Первый Брестский троллейбус ЗиУ с номерным обозначением 001
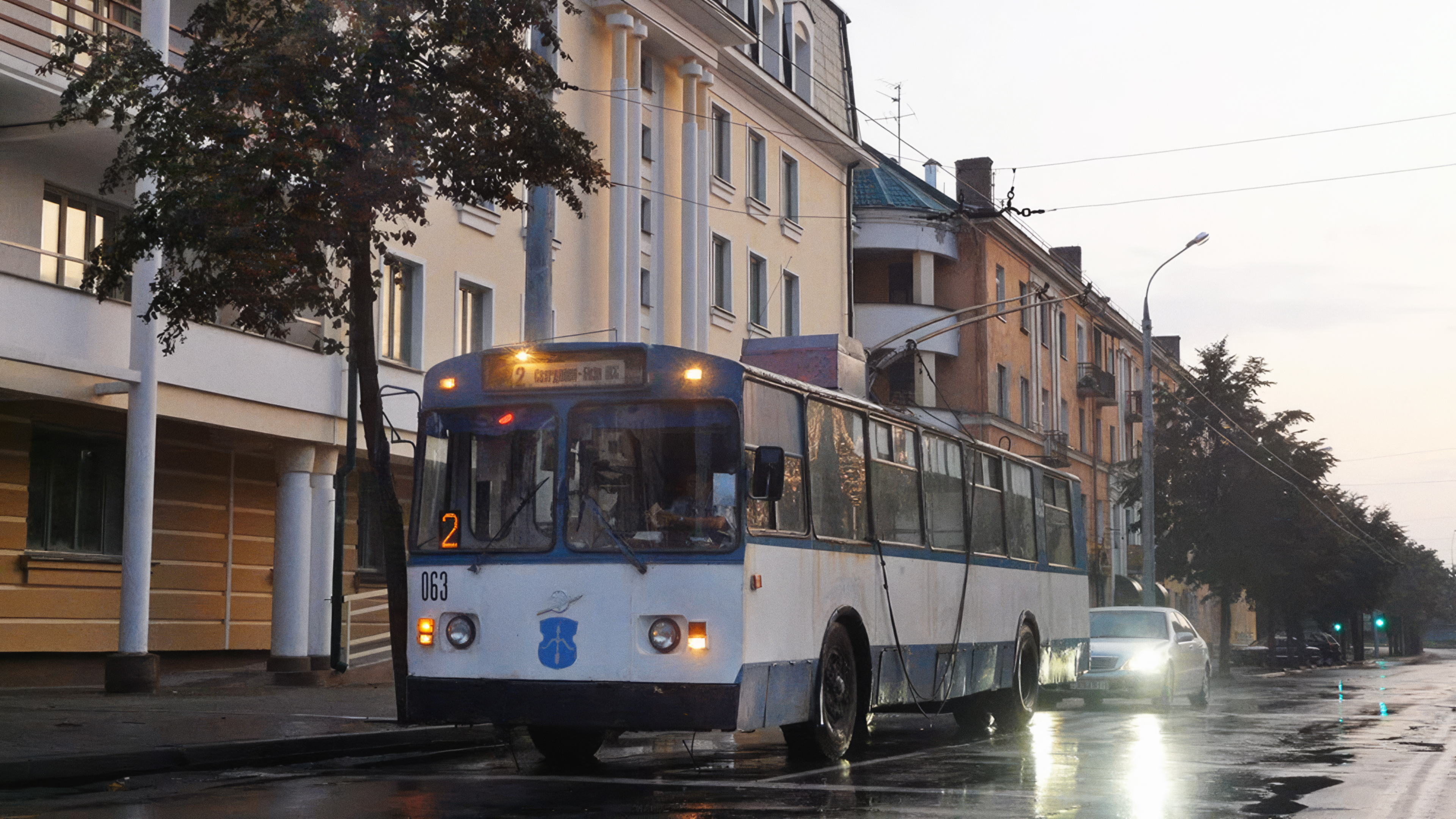
Троллейбус ЗиУ в г. Брест, Беларусь
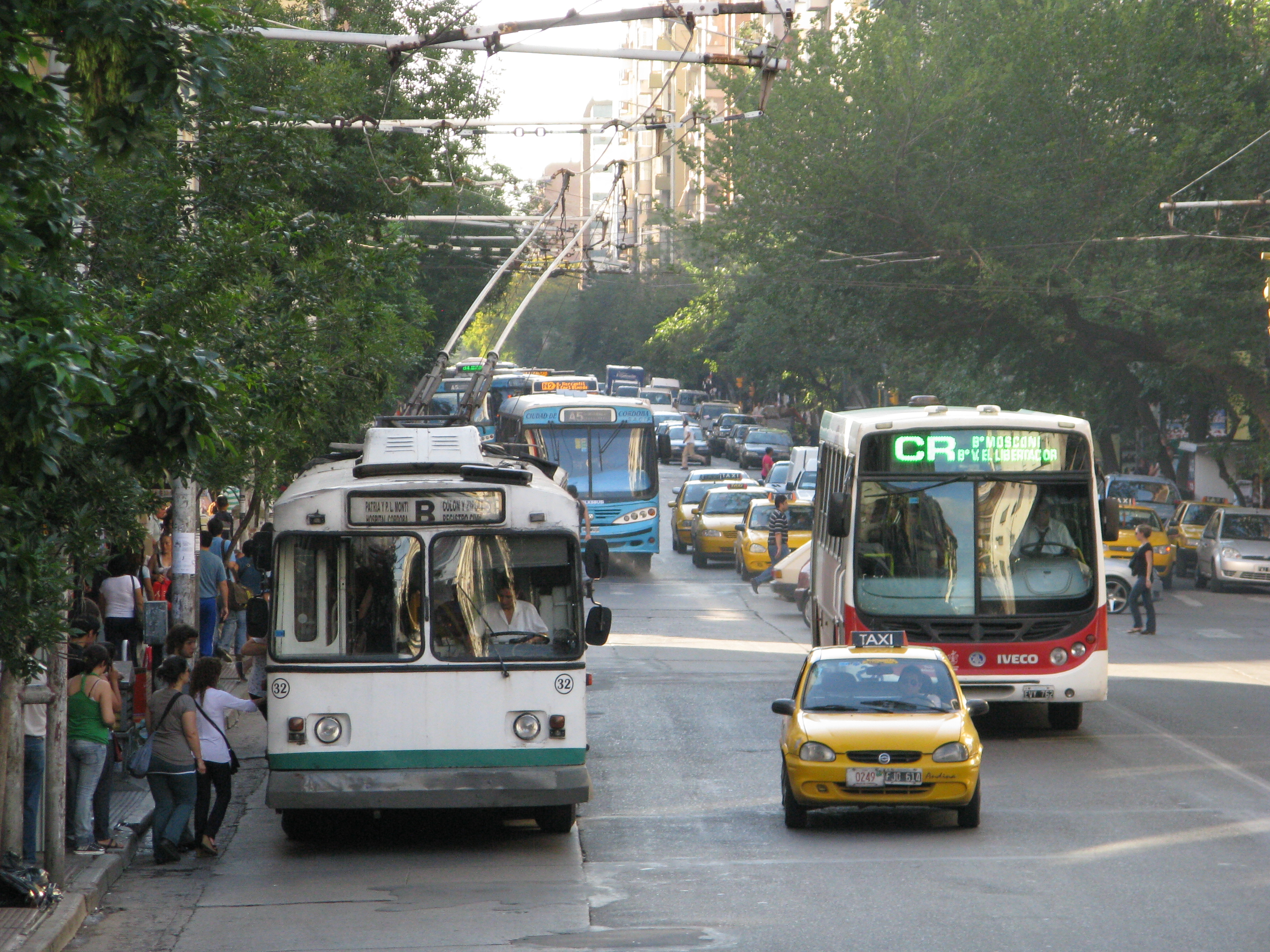
ЗиУ-9 в городе Кордове (Аргентина)